# Haag (Basse-Autriche)
Pour les articles homonymes, voir Haag.
Haag est une commune autrichienne du district d'Amstetten en Basse-Autriche.